# Agrostis pilgeriana
Agrostis pilgeriana är en gräsart som beskrevs av Charles Edward Hubbard. Agrostis pilgeriana ingår i släktet ven, och familjen gräs. Inga underarter finns listade i Catalogue of Life.